# Rugby Europe Trophy 2017-18
El Rugby Europe Trophy o Seis Naciones C de la temporada 2017-2018 fue la segunda edición del tercer torneo en importancia de rugby en Europa por debajo del Seis Naciones y el Championship.
El campeón tendrá la posibilidad de ascender luego de disputar el repechaje frente al último lugar del Rugby Europe Championship 2018.

## Posiciones
| Pos. | País            | Encuentros | Encuentros | Encuentros | Encuentros | Tantos  | Tantos    | Tantos     | Puntos Bonus | Puntos |
| Pos. | País            | jugados    | ganados    | empatados  | perdidos   | a favor | en contra | diferencia | Puntos Bonus | Puntos |
| ---- | --------------- | ---------- | ---------- | ---------- | ---------- | ------- | --------- | ---------- | ------------ | ------ |
| 1    | Portugal        | 5          | 5          | 0          | 0          | 168     | 76        | +92        | 3            | 23     |
| 2    | Países Bajos    | 5          | 4          | 0          | 1          | 199     | 110       | +89        | 3            | 19     |
| 3    | República Checa | 5          | 3          | 0          | 2          | 93      | 120       | -27        | 1            | 13     |
| 4    | Suiza           | 5          | 2          | 0          | 3          | 109     | 122       | -13        | 3            | 11     |
| 5    | Polonia         | 5          | 1          | 0          | 4          | 106     | 147       | -41        | 3            | 7      |
| 6    | Moldavia        | 5          | 0          | 0          | 5          | 58      | 158       | -100       | 1            | 1      |

Nota: Se otorgan 4 puntos por victoria, 2 por empate y 0 por derrota.
Puntos Bonus: 1 punto por convertir, al menos, 3 ensayos más que el rival en un partido (BO) y 1 al equipo que pierda por 7 o menos puntos de diferencia (BD).

## Partidos
| 28 de octubre de 2017 | República Checa | 19 - 14 | Ucrania | Marketa stadium, Praga |  |

| 11 de noviembre de 2017 | Moldavia | 7 - 59 | Países Bajos | Complexul Sportiv Raional, Orhei |  |

| 18 de noviembre de 2017 | Suiza | 27 - 30 | Países Bajos | Stade Municipal, Yverdon-les-Bains |  |

| 18 de noviembre de 2017 | Portugal | 45 - 12 | República Checa | Complexo Desportivo do Estádio Nacional, Oeiras |  |

| 18 de noviembre de 2017 | Polonia | 13 - 0 | Moldavia | Mosir Stadium, Gdansk |  |

| 25 de noviembre de 2017 | Moldavia | 20 - 22 | Suiza | Complexul Sportiv Raional, Orhei |  |

| 10 de febrero de 2018 | Portugal | 36 - 12 | Países Bajos | Complexo Desportivo do Estádio Nacional, Oeiras |  |

| 24 de febrero de 2018 | Portugal | 31 - 17 | Suiza | Complexo Municipal de Atletismo, Setúbal |  |

| 3 de marzo de 2018 | Países Bajos | 71 - 30 | Polonia | NRCA Stadium, Ámsterdam |  |

| 10 de marzo de 2018 | Moldavia | 10 - 29 | Portugal | Complexul Sportiv Raional, Orhei |  |

| 10 de marzo de 2018 | República Checa | 17 - 13 | Polonia | Marketa stadium, Praga |  |

| 17 de marzo de 2018 | Suiza | 30 - 24 | Polonia | Stade des Cherpines, Plan-les-Ouates |  |

| 17 de marzo de 2018 | Países Bajos | 27 - 10 | República Checa | NRCA Stadium, Ámsterdam |  |

| 24 de marzo de 2018 | Polonia | 25 - 27 | Países Bajos | Stadion Widzewa, Łódź |  |

| 21 de abril de 2018 | República Checa | 35 - 21 | Moldavia | Marketa stadium, Praga |  |